# Тім Шрайбер
Тім Станіслав Шрайбер (нім. Tim Stanislaw Schreiber, нар. 24 квітня 2002, Фрайталь, Німеччина) — німецький футболіст, воротар дрезденського «Динамо».

## Ігрова кар'єра

### Клубна
Тім Шрайбер є вихованцем футбольної академії клубу «РБ Лейпциг», до якої він приєднався у 2014 році. З 2021 року воротаря почали залучати до тренувань з першою командою. Але не маючи змоги пробитися до основи, на початку 2021 року Шрайбер перейшов на правах оренди до клубу Ліги 3 «Галлешер». Де він знаходився до літа 2022 року.
Після повернення з «Галлешера», вже у липні 2022 року Шрайбер знову підписав орендний договір до літа 2023 року з клубом Другої Бундесліги «Гольштайн» з міста Кіль.
Влітку 2024 року Шрайбер приєднався до дрезденського «Динамо».

### Збірна
З 2017 року Тім Шрайбер виступає за юнацькі збірні Німеччини різних вікових категорій.

## Досягнення
Динамо (Дрезден)
- Друге місце Ліга 3: 2024/25